# Heterospilus brevicornalus
Heterospilus brevicornalus är en stekelart som beskrevs av Shi och Chen 2004. Heterospilus brevicornalus ingår i släktet Heterospilus och familjen bracksteklar. Inga underarter finns listade i Catalogue of Life.